# Australeeus
Australeeus là một chi bọ cánh cứng trong họ 
Elateridae.
Chi này được miêu tả khoa học năm 1979 bởi Stibick.

## Các loài
Các loài trong chi này gồm:
- Australeeus humilis (Sharp, 1877)
- Australeeus powelli (Sharp, 1877)